# Snowornis
Snowornis là một chi chim trong họ Cotingidae.